# Choi Yo-sam
Choi Yo-sam (Jeongeup, 16 ottobre 1973 – Seul, 3 gennaio 2008) è stato un pugile sudcoreano.

## Carriera
Choi divenne professionista nel 1993 e vinse il titolo WBC Pesi mosca leggeri nel 1999, dopo aver battuto Saman Sorjaturong. Difese con successo la cintura per tre volte, prima di perderla contro Jorge Arce al 6º round in un incontro del 2002 per k.o. tecnico. Nel 2003 perse contro Beibis Mendoza un match valido per il titolo WBA Pesi mosca leggeri. Nel 2004 perse un match valido per il titolo WBA Pesi mosca contro Lorenzo Parra.

## Morte
Il 25 dicembre 2007, difese con successo il titolo WBO Inter-Continental Pesi mosca con una unanime decisione nel match contro Heri Amol. Collassò nel ring dopo l'incontro e, dopo otto giorni di coma, morì il 3 gennaio 2008.